# 西沙里奧
西沙里奧，是日本純種競賽馬匹。生涯活躍於中距離賽事，曾於2005年勝出優駿牝馬（日本橡樹大賽）及美國橡樹大賽，不僅成為首匹勝出日本國內經典賽事後於海外贏得一級賽的日本產馬，更是「角居勝彥練馬生涯的最高傑作」。

## 出賽前
2002年3月31日出生於北海道早來町（今安平町）北部牧場，成長途中於一口馬主俱樂部Carrot Farm Co. Ltd.進行馬主募集。
其後交由栗東訓練中心練馬師角居勝彥訓練。

## 競賽生涯

### 2歲
2004年12月25日出戰阪神競馬場2歲新馬戰，比賽初段選擇於中團位置推進，進入直路後隨即衝刺並超越前方對手，最終以1 1/2馬位優勢取得首勝。

### 3歲
2005年1月9日出戰條件戰寒竹賞作爲年度首戰，比賽途中一直保持於第三的位置，進入直路後隨即搶佔位置取得連線，後續保持速度下成功抵擋Admire Fuji的追擊，以頸位壓贏對手奪冠。
其後出戰百花盃，賽前以1.4倍數的獨贏賠率取得第一人氣。比賽開始後，其再度使用先行戰術於約莫第二的有利位置推進，進入直路後瞬間爆發末腳速度迫近領先的Slew Rate，最終超越對手之下以2 1/2馬位優秀及破紀錄的1分49.0秒時間奪得首個分級賽冠軍。
4月10日出戰櫻花賞，由於主戰騎師福永祐一選擇策騎另一匹由其主戰的賽駒萊茵力量，因而由吉田稔代打策騎。比賽開始後，其保持於第六左右的前頭位置，但通過第一彎道時候稍微減速並墮後至中團靠後保留體力。進入直路後，其隨即加速爆發出全場最佳末腳，但仍然未能超越率先衝出的萊茵力量，最終以頭位差距憾負。
5月22日出戰優駿牝馬，由於萊茵力量因距離適性因素轉戰NHK一哩賽，未有騎師衝突之下再度由福永執繮。比賽開始後，其採用緩慢的節奏由後方外檔位置穩步推進，通過第一彎道時處於約莫第十五的位置，縱然進入對面直路後其開始發力，但於第四彎道時其仍然處於第十二左右的後方。然而進入直路後，其憑借比賽初段的留力成功瞬間加速，轟出恐怖的後600米33.3秒末腳之下一口氣衝出，最終超越前方領先的Air Messiah並以頸位優勢奪得首個一級賽冠軍。
其後陣營宣佈安排其遠征美國，出戰美國橡樹大賽。對於此計劃，陣營原定安排和其關係良好的廄侶情人節一同遠征，但於其骨折休養之下，西沙里奧最終獨自前往美國，並於一系列檢疫過後終於於6月20日抵達荷李活園馬場進行訓練。至於陣營方面，練馬師角居勝彥陪同西沙里奧抵達美國後曾短暫返回日本，並於7月1日再度抵達美國作最後準備，而騎師福永則於6月29日於當地觀看比賽，更於6月30日親自試騎以熟習美國當地的比賽流程。
7月3日於陣營作出萬全準備之下，其按照計劃出戰美國橡樹大賽。本次比賽強敵衆多，如有四戰四勝的主隊馬Melhor Ainda、意大利一千堅尼冠軍Silver Cup及意大利橡樹大賽亞軍Hallowed Dream。比賽開始後，順利出閘的西沙里奧按照自身的節奏推進，並於緩慢的步速流向之中逐步向前。通過第三彎道時候，福永指揮其抽出外檔望空加速，其瞬間進入狀態之下大步向前，於直路終端經已進入獨走局面下繼續拋離後方馬匹，最終拉開第二的Melhor Ainda 4馬位奪得冠軍，亦以1分59.03秒的完賽時間將2003年Dimitrova所創造的紀錄推前0.95秒。是次勝利，不但爲練馬師角居帶來首個海外一級賽優勝，亦創造不少紀錄，如其成爲首匹勝出美國一級賽的日本賽駒及首匹勝出日本經典賽後再揚威海外一級賽的日本賽駒，更爲首匹勝出海外一級賽的日本3歲馬。
贏得美國橡樹大賽後其返回日本，並計劃於11月再度遠征美國出戰於貝蒙園馬場舉行的育馬者盃雌馬草地大賽。然而其於日本放草期間被發現右前腳患有韌帶炎，迫不得已下只好取消遠征計劃並進入長期休養。
年末，由於其成功稱霸兩個國家的橡樹大賽，於評選中以147票當選最佳3歲雌馬，亦於最佳父內國產馬評選中以211票當選。

### 4歲
進入2006年，陣營眼見其康復進度良好，打算安排其出戰本年度新設立的維多利亞一哩賽，同時亦報名參戰亞洲一哩挑戰賽。然而其於備戰調整途中被發現韌帶炎復發，陣營於商討過後在4月5日決定宣佈安排其退役。

### 詳細賽績
| 日期       | 馬場     | 距離   | 級別 | 賽事名稱     | 負重 | 騎師     | 馬號 | 名次 | 時間    | 頭馬（二馬）         |
| ---------- | -------- | ------ | ---- | ------------ | ---- | -------- | ---- | ---- | ------- | -------------------- |
| 25/12/2004 | 阪神     | 草1600 |      | 2歲新馬      | 54   | 福永祐一 | 10   | 1    | 1:36.7  | （Dantsu Queen Bee） |
| 9/1/2005   | 中山     | 草2000 |      | 寒竹賞       | 54   | 福永祐一 | 11   | 1    | 2:01.6  | （Admire Fuji）      |
| 19/3/2005  | 中山     | 草1800 | GIII | 百花盃       | 54   | 福永祐一 | 2    | 1    | 1:49.0  | （Slew Rate）        |
| 10/4/2005  | 阪神     | 草1600 | GI   | 櫻花賞       | 55   | 吉田稔   | 7    | 2    | 1:33.5  | 萊茵力量             |
| 22/5/2005  | 東京     | 草2400 | GI   | 優駿牝馬     | 55   | 福永祐一 | 4    | 1    | 2:28.8  | （Air Messiah）      |
| 3/7/2005   | 荷李活園 | 草2000 | GI   | 美國橡樹大賽 | 55   | 福永祐一 | 13   | 1    | 1:59.03 | （Melhor Ainda）     |

## 退役後
退役後，西沙里奧成爲了繁殖雌馬，於北海道安平町北部牧場休養，於2006年進行配種。首匹子嗣Twelfth Night於2007年出生，可於2009年出賽。2012年12月22日，神威啟示在日經電台盃兩歲錦標取勝，成爲首匹勝出分級賽的子嗣。2013年10月20日，神威啟示於菊花賞取勝，成爲首匹勝出一級賽的西沙里奧子嗣。縱觀其配種生涯，其成功產出三匹一級賽優勝子嗣神威啟示、醋丈夫及農神節慶，於繁殖雌馬而言極爲優秀，亦是罕見的情況。
2021年2月27日，其於懷孕途中因子宮周圍的動脈破裂而造成出血性休克，未能救治之下死亡，享年19歲。

### 主要子嗣

#### 一級賽優勝子嗣
粗體字為一級賽
2010年生
- 神威啟示（日經電台盃兩歲錦標、神戶新聞盃、菊花賞、日本盃）

2013年生
- 醋丈夫（朝日盃未來錦標）

2016年生
- 農神節慶（希望錦標、皋月賞、神戶新聞盃、金鯱賞）

### 詳細繁殖資料
| 數目     | 馬名          | 出生年 | 性別 | 父系     | 練馬師                                                         | 馬主               | 戰績                                                 |
| -------- | ------------- | ------ | ---- | -------- | -------------------------------------------------------------- | ------------------ | ---------------------------------------------------- |
| 第一匹   | Twelfth Night | 2007   | 雄   | 夏威夷王 | 栗東・角居勝彥                                                 | Carrot Farm Co Ltd | 1戰1冠0亞0季（退役）                                 |
| 第二匹   | Viola         | 2008   | 雌   | 夏威夷王 | 栗東・角居勝彥                                                 | Carrot Farm Co Ltd | （未出戰）                                           |
|          | （受胎失敗）  |        |      | 戰爭標誌 |                                                                |                    |                                                      |
| 第三匹   | 神威啟示      | 2010   | 雄   | 吉兆     | 栗東・角居勝彥                                                 | Carrot Farm Co Ltd | 14戰6冠2亞5季（退役・種馬） 分級賽4勝、內含一級賽2勝 |
| 第四匹   | Rosalind      | 2011   | 雌   | 吉兆     | 栗東・角居勝彥                                                 | Carrot Farm Co Ltd | 6戰0冠1亞0季（退役・繁殖）                           |
| 第五匹   | Claudio       | 2012   | 雄   | 無敵先鋒 | 栗東・石坂正                                                   | Carrot Farm Co Ltd | 31戰1冠1亞7季（退役）                                |
| 第六匹   | 醋丈夫        | 2013   | 雄   | 夏威夷王 | 栗東・角居勝彥                                                 | Carrot Farm Co Ltd | 5戰2冠1亞0季（退役・繁殖） 分級賽1勝，內含一級賽1勝  |
| 第七匹   | 莎翁劇場      | 2014   | 雄   | 夏威夷王 | 栗東・角居勝彥 →栗東・中竹和也 →栗東・角居勝彥 →栗東・辻野泰之 | Carrot Farm Co Ltd | 26戰7冠0亞4季（退役）                                |
| 第八匹   | Celia         | 2015   | 雌   | 夏威夷王 | 栗東・角居勝彥 →栗東・中竹和也 →栗東・角居勝彥                 | Carrot Farm Co Ltd | 14戰2冠2亞2季（退役・繁殖）                          |
| 第九匹   | 農神節慶      | 2016   | 雄   | 龍王     | 栗東・角居勝彥 →栗東・中竹和也 →栗東・角居勝彥                 | Carrot Farm Co Ltd | 10戰6冠1亞0季（退役・種馬） 分級賽4勝・內含一級賽2勝 |
| 第十匹   | 莎劇全集      | 2017   | 雌   | 夏威夷王 | 栗東・須貝尚介                                                 | Carrot Farm Co Ltd | 18戰4冠2亞0季（退役・繁殖）                          |
| 第十一匹 | 節慶狂歡      | 2018   | 雄   | 滿樂時   | 栗東・友道康夫                                                 | Carrot Farm Co Ltd | 12戰2冠1亞1季（現役）                                |
|          | （流產）      |        |      | 龍王     |                                                                |                    |                                                      |
| 第十二匹 | Tempest       | 2020   | 雌   | 龍王     | 美浦・國枝榮                                                   | Carrot Farm Co Ltd | 8戰1冠2亞3季（現役）                                 |
|          | （母體死亡）  |        |      | 龍王     |                                                                |                    |                                                      |

## 血統簡介
父系特別週爲日本賽駒，生涯戰績彪炳，曾勝出1998年東京優駿（日本打吡），於1999年稱霸春秋天皇賞並於日本盃擊退衆多外敵而被稱爲「日本總大將」。祖父週日寧靜是美國三冠賽雙軍馬，退役後在日本配種，在日本馬壇相當成功，贏得多項分級賽事，其子嗣贏得巨額獎金。
母系Kirov Premiere爲英國生產的愛爾蘭賽駒，生涯戰績不俗，曾勝出三級賽。外祖父鞍井匠爲美國生產的英國賽駒，生涯戰績優勢，曾勝出愛爾蘭二千堅尼及日蝕大賽等賽事，配種成績亦極爲優秀，爲當時著名種馬之一。

### 血統表
| 父線：週日寧靜系（Halo系）                                                   |                              |               |                 |
| 種馬 特別週 1995年（深棗色）                                                 | 週日寧靜 1986年（棕色）      | Halo          | Hail to Reason  |
| 種馬 特別週 1995年（深棗色）                                                 | 週日寧靜 1986年（棕色）      | Halo          | Cosmah          |
| 種馬 特別週 1995年（深棗色）                                                 | 週日寧靜 1986年（棕色）      | Wishing Well  | Understanding   |
| 種馬 特別週 1995年（深棗色）                                                 | 週日寧靜 1986年（棕色）      | Wishing Well  | Mountain Flower |
| 種馬 特別週 1995年（深棗色）                                                 | Campaign Girl 1987年（棗色） | 丸善斯基      | 尼真斯基        |
| 種馬 特別週 1995年（深棗色）                                                 | Campaign Girl 1987年（棗色） | 丸善斯基      | Shill           |
| 種馬 特別週 1995年（深棗色）                                                 | Campaign Girl 1987年（棗色） | Lady Shiraoki | Saint Crespin   |
| 種馬 特別週 1995年（深棗色）                                                 | Campaign Girl 1987年（棗色） | Lady Shiraoki | Miss Ashiyagawa |
| 繁殖雌馬 Kirov Premiere 1990年（棗色）                                       | 鞍匠井 1981年（棗色）        | 北地舞人      | 新北區          |
| 繁殖雌馬 Kirov Premiere 1990年（棗色）                                       | 鞍匠井 1981年（棗色）        | 北地舞人      | Natalma         |
| 繁殖雌馬 Kirov Premiere 1990年（棗色）                                       | 鞍匠井 1981年（棗色）        | Fairy Bridge  | Bold Reasoning  |
| 繁殖雌馬 Kirov Premiere 1990年（棗色）                                       | 鞍匠井 1981年（棗色）        | Fairy Bridge  | Special         |
| 繁殖雌馬 Kirov Premiere 1990年（棗色）                                       | Querida                      | Habitat       | Sir Gaylord     |
| 繁殖雌馬 Kirov Premiere 1990年（棗色）                                       | Querida                      | Habitat       | Little Hunt     |
| 繁殖雌馬 Kirov Premiere 1990年（棗色）                                       | Querida                      | Pricipia      | Le Fabuleux     |
| 繁殖雌馬 Kirov Premiere 1990年（棗色）                                       | Querida                      | Pricipia      | Pia             |
| 雌系：Plucky Liege系（號族：16-a）                                           |                              |               |                 |
| 五代內近親交配：北地舞人 5×3、Hail to Reason 4×5、Turn-to 5×5、Almahmoud 5×5 |                              |               |                 |

## 命名由來
名字Cesario（シーザリオ）出自英國戲劇家威廉·莎士比亞所編寫的浪漫喜劇：《第十二夜》中的同名角色，香港採音譯，翻譯为「西沙里奧」。

## 外部連結
- 西沙里奧 netkeiba.com （页面存档备份，存于）
- 血統表 （页面存档备份，存于）